# 我要活下去：馬克薩斯群島
《幸存者：馬克薩斯群島》是美國真人實境秀《幸存者》系列的第四季，於2002年2月28日首播。